# Luigi Morteani
Luigi Morteani (Motovun, 1854. - ?), hrvatsko-talijanski povjesničar

## Životopis
Rođen u Motovunu. Radi je kao profesor povijesti i zemljopisa. 1877. je radio u Kraljevskoj školi u Piranu. Na istom je poslu radio od 1885. u Općinskoj gimnaziji u Trstu do 1907. godine. Znanstveno zanimanje bila mu je lokalna povijest. Suosnivač povijesnog društva Società Istriana di Archeologia e Storia Patria. Objavio je više radova o Piranu u časopisu Archeografo Triestino tijekom dvadesetak godina. Ističe se rad Notizie storiche della città di Pirano koji je poslije objavljen i kao monografija 1886. godine te u pretisku 1984. godine. Objavljena je monografija njegova rada Storia di Montona 1963. godine. Točan nadnevak njegove smrti nije poznat.